# Larose
Larose é uma Região censo-designada localizada no estado americano de Luisiana, na Paróquia de Lafourche.

## Demografia
Segundo o censo americano de 2000, a sua população era de 7306 habitantes.

## Geografia
De acordo com o United States Census Bureau tem uma área de
29,9 km², dos quais 29,0 km² cobertos por terra e 0,9 km² cobertos por água. Larose localiza-se a aproximadamente 2 m acima do nível do mar.

## Localidades na vizinhança
O diagrama seguinte representa as localidades num raio de 24 km ao redor de Larose.